# Lili Muráti
Lili Muráti, nome d'arte di Teodóra Aurélia Muráti (Nagyvárad, 22 luglio 1911 – Madrid, 16 aprile 2003), è stata un'attrice ungherese naturalizzata spagnola.

## Biografia
Dopo alcune esperienze di attrice teatrale, Lili Muráti apparve per la prima volta sul grande schermo nel 1935, in una pellicola di scarso valore, ma non passò inosservata. Lo stesso anno infatti fu scritturata per la parte della protagonista in L'amore comincia così, uno dei film ungheresi del cosiddetto cinema dei telefoni bianchi, che la fece diventare di colpo popolarissima. Seguirono sue prove in lungometraggi analoghi, fino al 1944. Nell'immediato dopoguerra Lili tornò a recitare in teatro; insieme al marito, si trasferì poi in Spagna, Paese in cui all'inizio degli anni sessanta riprese la carriera cinematografica. 
Nel 1965 lavorò per la prima e unica volta a Hollywood, nella pellicola cult Il dottor Zivago, dove sostenne una parte piccolissima ma memorabile, quella della contadina che monta sul treno in movimento. La scena fu girata in due tempi perché Lili Muráti era inciampata mentre correva; David Lean, il regista, inserì quella caduta accidentale nel film.
Tra i lungometraggi spagnoli interpretati dall'attrice, si ricorda in particolare Tu lo condanneresti?, tratto dal dramma Processo a Gesù di Diego Fabbri.
Nel 1994 si ritirò a vita privata, scegliendo quindi di rimanere in Spagna. Morì nove anni più tardi. 

## Vita privata
Sposò l'attore e regista János Vaszary, di cui rimase poi vedova.

## Filmografia parziale
- L'amore comincia così (1935)
- Il dottor Živago (Doctor Zhivago), regia di David Lean (1965)
- Violenza per una monaca (Encrucijada para una monja), regia di Julio Buchs (1967)
- Tu lo condanneresti? (Proceso a Jesus), regia di José Luis Sáenz de Heredia (1973)
- Perversione, regia di Manuel Mur Oti (1975)
- Bersaglio tutto nudo (Los gusanos no llevan bufanda), regia di Javier Elorrieta (1992)